# Monica Ionescu
Monica Ionescu (n.  ?) este un deputat român,  neafiliat ales în 2024, in circumscriptia electorala nr.29, judetul NEAMȚ. 
Monica Ionescu, este deputat independent de Neamț, avocat internațional, scriitoare, publicistă și promotor cultural, cu o carieră impresionantă ce îmbină domeniul juridic cu implicarea activă în cultură, educație și viața civică. Cu o vastă experiență în Elveția și Danemarca, s-a remarcat prin apărarea drepturilor fundamentale ale cetățenilor, promovarea valorilor românești și sprijinirea comunităților vulnerabile. 

### Activitate juridică și umanitară
În calitate de avocat internațional, Monica Ionescu a gestionat cazuri complexe în domeniul dreptului internațional, oferind consultanță în dreptul afacerilor, protecția drepturilor omului și soluționarea disputelor transfrontaliere. A fondat organizații civice și umanitare precum:
* Centrul de Integrare și Informare pentru Femei Elveția
* Humans Right Switzerland
* LegalGhid
* Asociația Vatra
Acestea vizează promovarea justiției echitabile, protecția persoanelor vulnerabile și sprijinirea accesului la cultura, educatie, sănătate și un cadru de viață demn.
Implicare în județul Neamț
Monica Ionescu este profund implicată în dezvoltarea județului Neamț, unde urmărește implementarea bunelor practici juridice și sociale inspirate din modelul elvețian. Susține proiecte de valorificare a patrimoniului cultural și își propune crearea unui teatru regional care să devină un reper pentru viața artistică locală.

### Activitate parlamentară și politică culturală
În calitate de deputat independent, Monica Ionescu a susținut în data de 15 aprilie, în plenul Camerei Deputaților, o declarație politică fermă intitulată „Negociere, nu dictat. Respect pentru munca artistică”, pledând pentru recunoașterea concretă a contribuției artiștilor la identitatea națională. A denunțat precaritatea financiară, lipsa stabilității și absența unei remunerații corecte pentru creatorii de cultură.
Ea a lansat un apel public pentru sprijinirea artiștilor români prin:
* Un cadru legislativ clar și coerent privind drepturile artiștilor;
* Finanțare echitabilă pentru toate domeniile creative;
* Protecție socială pentru artiștii independenți;
* Dialog real cu breslele artistice, bazat pe negociere, nu pe dictat.
„Cultura nu este un moft. Este esența noastră. Iar respectul pentru cultură începe cu respectul pentru artist”, a declarat Monica Ionescu, subliniind că fără fapte concrete, cultura română riscă să se stingă. Susține inițierea unui Pact Național pentru Cultură, care să asigure dezvoltarea sustenabilă a sectorului cultural românesc.”

### Promotor al culturii, literaturii și identității naționale
Monica Ionescu este autoarea unor volume apreciate, dedicate atât românilor din țară, cât și celor din Diaspora:
* „Rădăcini și Destine” – proză despre identitatea românească în străinătate;
* „Ecoul Tăcerii” – poezie introspectivă și profundă;
* „Destine Înnodate” – reflecție literară asupra legăturii dintre trecut și prezent.
Este fondatoarea și redactorul-șef al revistei KultApogeum https://kultapogeum.space, o publicație culturală care promovează literatura, arta și valorile naționale. A publicat articole în reviste de specialitate și a organizat numeroase evenimente artistice, susținând dialogul intercultural și sprijinind tinerele talente. Este membră a Uniunii Ziariștilor Profesioniști din România (UZPR) și a Uniunii Internaționale a Oamenilor de Creație, consolidându-și astfel rolul de voce importantă în domeniul cultural și jurnalistic.
Activitatea sa literară este completată de o implicare susținută în promovarea culturii române în țară și în Diaspora, participând la festivaluri și evenimente internaționale, unde militează pentru păstrarea identității naționale și a limbii române.Este implicată activ în viața artistică și literară națională și internațională fiind apreciată pentru angajamentul său civic și pentru faptul că utilizează cultura ca mijloc de dialog și coeziune socială. Vorbește fluent româna, germana și daneza și deține solide competențe de comunicare interculturală, dobândite prin colaborări cu organizații culturale internaționale.  

### Activitate în mediul de afaceri și consultanță juridică
Oferă consultanță juridică pentru persoane fizice și companii, fiind un avocat recunoscut pentru rigoarea și integritatea sa. Ca membră a forului de conducere al Clubului de Afaceri al Românilor din Elveția, contribuie la dezvoltarea mediului antreprenorial românesc peste hotare. A susținut conferințe internaționale pe teme de legislație europeană, drepturile omului și bune practici în afaceri, facilitând parteneriate strategice între investitori internaționali și firme românești.
Monica Ionescu este o promotoare a valorilor culturale românești, fiind implicată activ în viața artistică și literară națională și internațională. Susține constant proiecte dedicate păstrării identității naționale și a limbii române, în special în contextul romanilor de pretutindeni. Este invitată frecvent la festivaluri literare, unde contribuie prin poezie, eseuri și intervenții legate de rolul culturii în coeziunea socială.

### Vocea artistilor in parlament:
Manifest pentru cultura română, data de 7 Mai 2025. A citit in parlament scrisoarea maestrului Gheorghe Zamfir.
,,Vă vorbesc despre ceva ce ne definește ca popor, ceva ce ne leagă de trecut și ne proiectează în viitor: cultura noastră Vă vorbesc astăzi din adâncul sufletului, din locul unde melodiile naiului s -au născut și au crescut odată cu mine.
Cultura este tezaurul nostru cel mai de preț, o comoară care nu se măsoară în aur sau argint, ci în emoția pură pe care o stârnește în inimile noastre.
Uitați-vă la tinerii noștri artiști. Ei au talent, pasiune și vor să creeze ceva frumos . Însă, talentul tinerilor noștri artiști are nevoie de sprijinul nostru, de înțelegerea noastră, de generozitatea noastră.
Dragi politicieni, acordați culturii locul meritat. Sprijiniți educația artistică, finanțați tinerii artiști, deschideți porțile scenelor. Nu lăsați talentele să se piardă.
Poporul român a dăruit lumii genii. Să continuăm această tradiție, să nutrim noile talente. Să le arătăm tinerilor că arta lor contează.
Să ne unim forțele pentru un viitor în care cultura este temelie și far. Să investim în tinerii artiști, să le oferim aripi să zboare, purtând cu ei sufletul românesc.” Semnat: Gheorghe Zamfir
Link catre: https://www.cdep.ro/pls/parlam/structura2015.mp?idm=150&leg=2024&cam=2
Sedinta Camerei Deputatilor din 15 aprilie 2025 in parlament:
Deputatul Monica Ionescu cere respect și drepturi clare pentru artiști:
„Susțin un pact național pentru cultură. E timpul ca munca artistică să fie respectată la adevărata ei valoare.”
Deputatul Monica Ionescu a susținut pe 15 aprilie, în plenul Camerei Deputaților, o declarație politică fermă intitulată „Negociere, nu dictat. Respect pentru munca artistică”, pledând pentru recunoașterea concretă a contribuției artiștilor la identitatea națională și pentru susținerea lor prin politici publice coerente.
„Într-o societate care își uită artiștii, riscă să-și piardă sufletul”, a afirmat Monica Ionescu, denunțând precaritatea financiară, lipsa remunerației corecte și absența stabilității profesionale pentru mulți creatori de cultură.
Deputata Monica Ionescu a lansat în Parlamentul României un apel public în sprijinul artiștilor români, subliniind importanța unei legislații clare și a unui parteneriat autentic între stat și creatorii de cultură. În declarația politică susținută în plen, Monica Ionescu a evidențiat nevoia urgentă de a trata arta nu ca pe un moft, ci ca pe un element esențial al identității naționale.
„Fără o salarizare decentă, fără politici culturale coerente și fără sprijin concret, arta românească se stinge încet. Artiștii trăiesc între pasiune și precaritate, între aplauze și griji materiale. Este timpul să spunem adevărul: cultura nu se face cu lozinci, ci cu respect și cu fapte.”
Deputata susține un Pact Național pentru Cultură, care să asigure:
* Un cadru legislativ clar și coerent privind drepturile artiștilor;
* Finanțare echitabilă în toate domeniile creative;
* Protecție socială pentru artiștii independenți;
* Dialog real cu breslele artistice, bazat pe negociere, nu dictat;
„Cultura nu este un moft. Este esența noastră. Iar respectul pentru cultură începe cu respectul pentru artist. Nu putem vorbi despre educație, civilizație și progres fără artă. Nu putem cere excelență fără a oferi susținere. Nu putem cere sacrificiu fără a oferi demnitate.”
În acest context, Monica Ionescu a anunțat că susține un Pact Național pentru Cultură, care să garanteze nu doar supraviețuirea, ci și dezvoltarea sustenabilă a sectorului cultural din România.Apelul este adresat tuturor celor care cred în valoarea profundă a culturii române, în țară și în Diaspora.
Link catre: https://www.cdep.ro/pls/steno/steno2015.stenograma?ids=8886&idm=1,025&idl=1